# Kościół św. Kazimierza w Ostrowcu Świętokrzyskim
Kościół świętego Kazimierza w Ostrowcu Świętokrzyskim – rzymskokatolicki kościół parafialny należący do parafii pod tym samym wezwaniem (dekanat Ostrowiec Świętokrzyski diecezji sandomierskiej). Znajduje się na ostrowieckim osiedlu Pułanki.
Świątynia jest budowana od 1997 roku według projektu inżynier Zofii Łotkowskiej z Sandomierza. Nad realizacją inwestycji czuwał ksiądz Kazimierz Sala, z kolei prace wykończeniowe i dekoracyjne były prowadzone przez obecnego proboszcza ks. Marka Dzióbę. Przeniesienie liturgii z tymczasowej kaplicy do wykańczanej świątyni odbyło się 13 kwietnia 2008 roku. Nowy kościół został poświęcony wtedy przez biskupa Andrzeja Dzięgę. Świątynia to ceglana budowla, która nosi cechy architektury późnego modernizmu i postmodernizmu. Chociaż kościół jest niesymetryczny, poprzez umieszczenie frontowego okna i wieży pod kątem obok osi fasady, kaplicę boczną i rzeźbiarski charakter załamanych artystycznie ścian, to jednakże charakteryzuje się powtarzanymi elementami dekoracyjnymi różnej wielkości okien. Wnętrze świątyni nie jest jeszcze do końca wyposażone. Strop o trapezowym przekroju jest podparty i ozdobiony żelbetowymi dźwigarami i kasetonami. Wybudowane dość wysoko względem nawy, trójbocznie zamknięte prezbiterium z tabernakulum i obrazem św. Kazimierza Królewicza doświetlają bliźniacze okna, sprawiające wrażenie rozciętego na pół jednego półkolistego łuku po bokach.